# 第215炮兵旅 (以色列)
第215炮兵旅（希伯來語：‎）是以色列国防军的旅，隸屬於以色列砲兵軍及第162哈普拉達師，成立於1956年。此後，該旅一直活躍於以軍軍事行動，如贖罪日戰爭、六日戰爭、以埃消耗戰爭、第二次黎巴嫩戰爭、2014年加沙戰爭及以色列—哈瑪斯戰爭。